# María Pétrou
 (novembre 2022).
María Pétrou (grec moderne : Μαρία Πέτρου), née à Thessalonique en 1953 et morte le 15 octobre 2012 dans sa ville natale, est une scientifique spécialiste en intelligence artificielle et en vision industrielle.

## Biographie
María Pétrou est née à Thessalonique en Grèce le 17 mai 1953 et meurt le 15 octobre 2012 des suites d'un cancer,. 
Elle montre une aptitude pour la science dès son plus jeune âge. Elle commence à enseigner les mathématiques et les sciences à des enfants à l'âge de 15 ans. Elle étudie la physique à l'université Aristote de Thessalonique jusqu'en 1975, avant de se rendre au Royaume-Uni pour étudier les mathématiques et l'astronomie à l'université de Cambridge. 
En 1983, elle commence à travailler comme assistante de recherche postdoctorale au département de physique théorique de l'université d'Oxford. C'est à cette période qu'elle étudie la vision artificielle et d'autres aspects de l'intelligence robotique. En 1988, elle commence à travailler au département électronique et électrique de l'université de Surrey. Elle y est nommée professeur d'analyse d'images en 1998. Elle occupe ensuite "the Chair of Signal" à l'Imperial College de Londres. Elle est directrice de l'Institut d'informatique et de télématique du Centre grec de recherche et de technologie (CERTH) de 2009 jusqu'à sa mort.  
Elle est membre de la Royal Academy of Engineering. 

## Livres
- Image Processing, The Fundamentals[6] avec Costas Petrou.
- Image Processing, Dealing with Texture[7] avec Pedro García Sevilla.